# Esteban Germán
Esteban Germán Guridi (nacido el 26 de enero de 1978 en Santo Domingo Oeste) es un ex Segunda base dominicano que jugó para la organización de los Saitama Seibu Lions en la Liga Japonesa de Béisbol. Germán ha jugado en las Grandes Ligas para los Reales de Kansas City, los Atléticos de Oakland y los Rangers de Texas.

## Carrera en Grandes Ligas (2002-presente)
En las temporadas 2002 y 2005, Germán jugó con moderación, apareciendo en un total de 50 partidos.
El 8 de diciembre de 2005, durante las Reuniones Invernales, Germán fue adquirido por Kansas City desde los Rangers por el ligas menores Fabio Castro. En el año 2006 como miembro de los Reales, Germán vio más tiempo de juego dejando impresionados a la dirigencia de los reales. En 106 partidos esa temporada, bateó para .326 con tres jonrones y 34 carreras impulsadas, mientras jugaba en varias posiciones que incluyen las cuatro posiciones del infield, el jardín izquierdo, el jardinero central y bateador designado.
El 13 de marzo de 2009, Germán firmó un contrato de ligas menores con los Cachorros de Chicago y fue invitado a los entrenamientos de primavera, pero fue liberado un mes más tarde. El 8 de abril de 2009, los Rangers volvieron a firmarlo con un contrato de ligas menores.
El 16 de diciembre de 2009, Germán, fue dejado fuera del roster de 40 hombres a Triple-A. Su contrato fue comprado por los Rangers, y regresó al roster de 40 jugadores, en septiembre de 2010.
En 2011, tuvo 11 turnos al bate en 11 partidos con los Rangers, dividiendo su tiempo en el campo de juego entre la segunda y tercera base. Eligió la agencia libre el 4 de noviembre.
Germán firmó con los Saitama Seibu Lions en Japón el 14 de diciembre de 2011.

## Vida personal
El 8 de abril de 2025 sobrevivió al colapso del techo de la discoteca Jet Set tras ser salvado por su amigo Tony Blanco quien falleció en el acto.